# Клеарх II
Клеарх II — тиран Гераклеї Понтійської з 301 до 288 року до н. е.

## Біографічні відомості
Син тирана Діонісія. Правив після зречення своєї мачухи Амастриди. Своєю поведінкою Клеарх та його брат Оксатр відразу налаштували проти себе значну частину громадян. Ще більш посилилося невдоволення, коли Клеарх без явної причини наказав вбити Амастриду у 288 році до н. е. Використавши цю ситуацію на Гераклею Понтійську напав цар Фракії Лісімах, колишній чоловік Амастриди, та легко захопив місто. Після цього він стратив Клеарха та Оксатра, захопивши владу у Гераклеї Понтійській. Новим тираном поставив Евмена.